# ۹۵ (عدد)
۹۵(نود و پنج) یک عدد طبیعی است که بعد از ۹۴ و قبل از ۹۶ قرار دارد.